# Station Chełm Miasto
Station Chełm Miasto is een spoorwegstation in de Poolse plaats Chełm.